# 赵君道
赵君道（?—?），唐朝牂柯首领。
他的祖先赵磨于唐太宗贞观三年（629年）遣使入贡，贞观二十一年（647年）以其地为明州，为西赵蛮，明州地望大约在今贵州省西部黔西南布依族苗族自治州地区。赵君道在唐玄宗开元二十五年（737年）他入朝进献方物，赵君道据有西谢地。相对于西赵为东赵，地望大约于贵州省贵阳市附近。他的后裔有赵国珍。